# Jobst Kayser-Eichberg
Jobst Kayser-Eichberg (* 13. März 1941 in Oberstdorf; † 2. Juli 2023 in München) war ein deutscher Unternehmer.

## Leben
Kayser-Eichberg wuchs in München auf und studierte Jura in Tübingen und München. Ab 1961 war er Mitglied des Corps Rhenania Tübingen. Er promovierte in Versicherungsrecht und trat 1970 in eine Wirtschaftsprüfungsgesellschaft ein, wo er 1978 zum Partner befördert wurde. 1985 wurde er Geschäftsführer bei der deutschen Tochtergesellschaft von Bristol-Myers Squibb. Am 1. Januar 1994 wurde er geschäftsführender persönlich haftender Gesellschafter der Spaten-Franziskaner-Bräu KGaA, wo er bereits ab 1988 Beirats- und Aufsichtsratsvorsitzender war.
Unter seiner Führung wurde 1996 eine Mehrheitsbeteiligung an der Stuttgarter Dinkelacker-Schwabenbräu AG gekauft. 1997 wurde zudem die Münchener Löwenbräu erworben. Kayser-Eichberg übernahm auch dort den Vorstandsvorsitz. 2003 verkaufte er das Brauereigeschäft an den damaligen belgischen Braukonzern Interbrew, der 2008 zur Anheuser-Busch-InBev-Braugruppe umfirmierte. Kayser-Eichberg war Mitglied des Stiftungsrates der Schörghuber Stiftung, zu der die Bayerische Hausbau, die Arabella Hospitality (Hotels) sowie die Brauholding International (u. a. Paulaner) gehören.

## Privates
Kayser-Eichberg war verheiratet mit einem Mitglied der ehemaligen Eigentümerfamilie der Spatenbrauerei – einer Tochter von Ernst Sedlmayr und Enkelin von Heinrich Sedlmayr. Aus der Ehe gingen drei Töchter und ein Sohn hervor. Sein Schwager Dieter Soltmann war ebenfalls im Management der Spaten-Franziskaner-Bräu KGaA tätig.
Jobst Kayser-Eichberg starb am 2. Juli 2023 im Alter von 82 Jahren im Krankenhaus Neuwittelsbach an Multiorganversagen.

## Weiterführende Informationen
- Hans-Gerd Heine: Wirtschaftsprüfer und Brauer. In: Süddeutsche Zeitung vom 12. März 2001